# Renill
El renill és una vocalització emesa pels cavalls, els híbrids equins (com ara els muls somerins) i altres èquids, com ara les zebres. Consisteix en una successió de sons irregulars que en un primer moment són aguts i seguidament es van tornant més greus. El renill, produït durant l'expiració per la laringe i modulat, permet als cavalls expressar emocions, com ara la por i la satisfacció, així com comunicar-se amb els seus congèneres. La seva funció principal és informar els altres cavalls de la seva presència quan no és possible la comunicació visual i, de fet, els cavalls solen renillar poc.